# B. Clark Burchfiel
Burrell Clark Burchfiel (* 21. März 1934 in Stockton, Kalifornien; † 9. Februar 2024) war ein US-amerikanischer Geologe.

## Werdegang
Burchfiel studierte an der Stanford University mit dem Bachelor-Abschluss 1957 und dem Master-Abschluss 1958 und wurde 1961 an der Yale University in Geologie promoviert. Er war kurz beim United States Geological Survey und ab 1961 Assistant Professor und später Professor für Geologie an der Rice University. 1968 war er Austauschprofessor in Belgrad und 1970 in Bukarest. Ab 1977 war er Professor am Massachusetts Institute of Technology (Schlumberger Professor of Geology). Er war unter anderem Gastprofessor an der Australian National University (1976), der Universität Lund (1992) und der Bulgarischen Akademie der Wissenschaften (1990).
Er befasste sich mit der Tektonik der westlichen Vereinigten Staaten, Chinas, Osteuropas und Tibets im Rahmen der Plattentektonik. Ab 1984 war er Mitglied der American Academy of Arts and Sciences und ab 1985 der National Academy of Sciences. 1985/86 war er Guggenheim Fellow. 1997 wurde er Mitglied der Chinesischen Akademie der Wissenschaften. 2003 war er Präsident der Geological Society of America. 2009 erhielt er die Penrose-Medaille.

## Schriften
- Continental Crust, Scientific American, September 1983
- Evolution of Continental and Oceanic Crust, Proceedings of the American Philosophical Society, Band 137, 1993, S. 1–29
- Structural geology of the Spector Range Quadrangle, Nevada, and its regional significance, GSA Bulletin; Band 76, Februar 1965, S. 175–191
- mit R. J. Fleck, D. T. Secor, R. R. Vincelette, G. A. Davis: Geology of the Spring Mountains, Nevada, GSA Bulletin, Band 85, Juli 1974, S. 1013–1022
- mit G. A. Davis: Nature and controls of Cordilleran orogenesis, western United States: Extensions of an earlier synthesis, American Journal of Science, Band 275, 1975, S. 363–396
- mit G. A. Davis: Mojave Desert and environs, in: W. G. Ernst (Hrsg.), The geotectonic development of California (Rubey volume 1): Englewood Cliffs, N.J., Prentice-Hall, 1981, S. 217–252.
- mit Brian Wernicke, James H. Willemin, Garry J. Axen, C. Scott Cameron: A new type of decollement thrusting, Nature, Band 300, 1982, S. 513–515
- mit Peter Molnar, Liang K'uangyi, Zhao Ziyun: Geologic Evolution of Northern Tibet: Results of an Expedition to Ulugh Muztagh, Science, Band 235, 1987, S. 299–305. Abstract
- mit L. H. Royden: Antler Orogeny; a mediterranean-type orogeny, Geology, Band 19, 1991, S. 66–69
- mit D. S. Cowan, G. A. Davis: Tectonic overview of the Cordilleran orogen in the western U. S., in: B. C. Burchfiel, P. W. Lipman, M. L. Zoback (Hrsg.), The Cordilleran Orogen: conterminous U. S.: The Geology of North America, Volume G-3, Decade of North American Geology, Geological Society of America, Boulder, 1992, S. 407–480.